# WWE Hardcore Championship
World Wrestling Entertainment (WWE) Hardcore Championship a fost un titlu din promoția de wrestling WWE, WWF.Centura a fost disputată la meciuri extreme:
- Fără descalificări, fiind permisă folosirea oricărui tip de obiect străin în luptă
- Falls Count Anywhere, câștigarea meciului prin pinfall sau submission putând fi făcută oriunde, nu neapărat în interiorul ringului.
- No Holds Barred, arbitrul permitea orice, iar meciul lua sfârșit doar prin pinfall sau submission
- Reguli 24/7, centura putând fi disputată oricând, atât timp cât un arbitru era prezent să omologheze rezultatul.Din WWF până-n WWE,2008.

### Cîștigătorii centurii
Hulk Hogan, atît cât în WWF, cât și în WWE, André the giant, WWF și WWE,The Rock,WWF,Jeff/Matt Hardy,WWF și WWE etc.